# Mami Hashimoto
Mami Hashimoto (橋本真実, Hashimoto Mami, née le 30 janvier 1984) est une actrice japonaise, ex-chanteuse et idole japonaise au sein du groupe de J-pop féminin MISSION en 1997 et 1999.

## Filmographie
Films
- 2000 : Ring Ø: Birthday
- 2006 : Nightingale (ナイチンゲーロ?)
- 2006 : One Missed Call Final

Drama